# Seladerma nonstylatum
Seladerma nonstylatum är en stekelart som först beskrevs av Girault 1917.  Seladerma nonstylatum ingår i släktet Seladerma och familjen puppglanssteklar. Inga underarter finns listade i Catalogue of Life.